# Northridge (Contea di Montgomery, Ohio)
Northridge è un Census-designated place degli Stati Uniti d'America, nella Contea di Montgomery, nello stato dell'Ohio.